# Codonacanthus pauciflorus
Codonacanthus pauciflorus är en akantusväxtart som först beskrevs av Christian Gottfried Daniel Nees von Esenbeck, och fick sitt nu gällande namn av Christian Gottfried Daniel Nees von Esenbeck. Codonacanthus pauciflorus ingår i släktet Codonacanthus och familjen akantusväxter. Inga underarter finns listade i Catalogue of Life.